# 米里茨國家公園

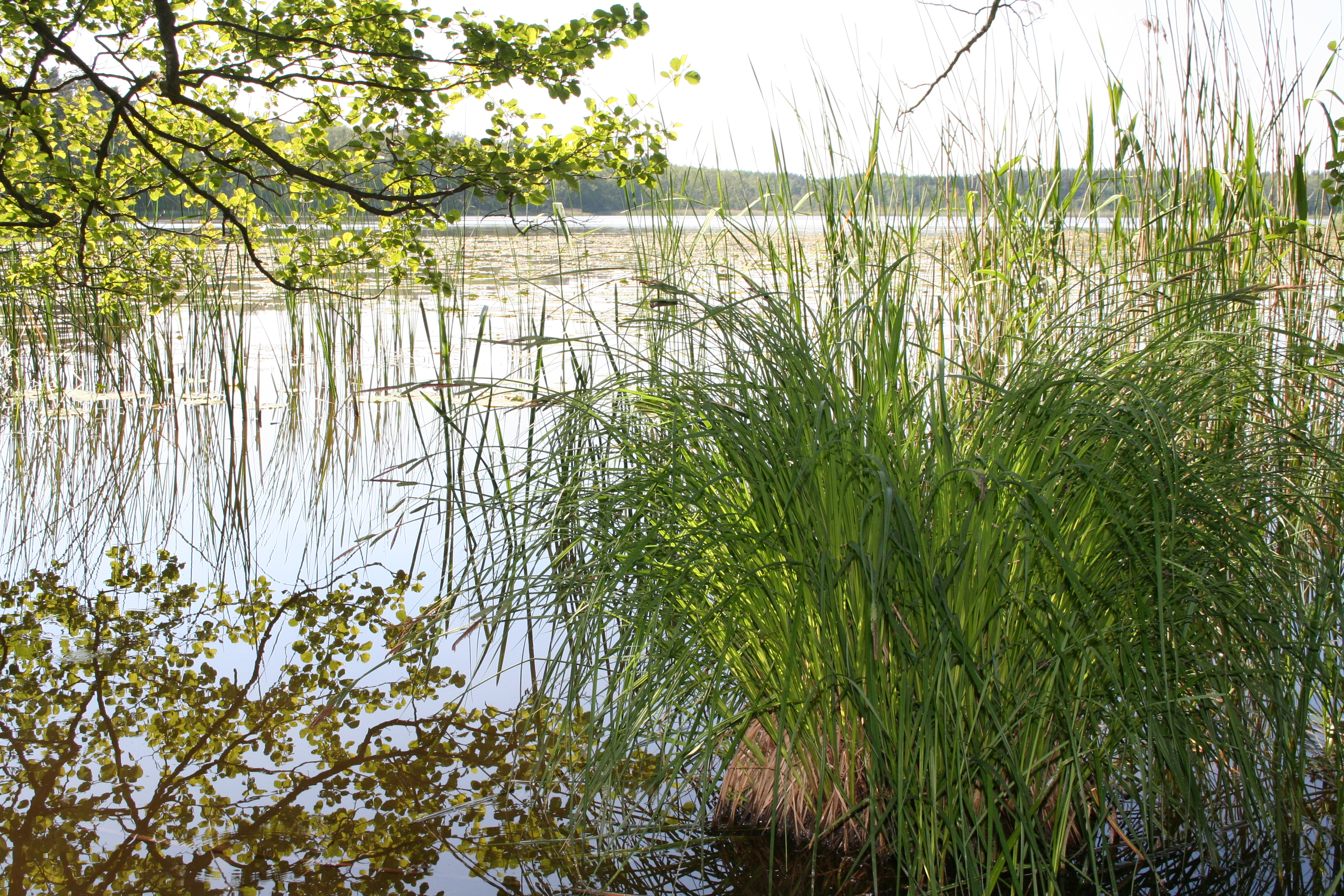

米里茨國家公園（德語：Müritz-Nationalpark）是德國梅克伦堡-前波美拉尼亚州的國家公園，位於該國東北部，始建於1990年10月1日，面積322平方公里，是54種哺乳類動物、214種鳥類和16種爬蟲類動物的棲息地。

## 外部連結
- http://www.nationalpark-mueritz.de （页面存档备份，存于） (German, English, Polish)